# 保時捷993
保時捷993為德國保時捷汽車在1993年至1998年間推出的跑車，在保時捷911家族中有很特殊的地位，它是該車系中最後一部搭載风冷引擎的。993有許多不同的車型滿足不同的駕駛，大體上代表著可靠、安全及快速，而且有足夠的實用性可以應付日常生活的使用。

## 概要

### 技術層面
保時捷993是第一輛使用多連桿懸吊系統及電子控制系統的911。雖然對某些硬派玩家來說少了許多樂趣，但是對一般人來說，更加穩定且容易操縱的平民化特性卻是多了一份安全保障。並且大幅加寬的後輪距及後輪拱葉子板，也有效的改善了前期911在猛然鬆開油門時容易過度轉向的毛病。993時期也出現了911家族中第一台4門跑車保時捷989，更改善了車內的噪音。
993是911家族中搭載標準六前速手排變速箱的濫觴，在當時除保時捷959這類限量超級跑車，並沒有多少量產車採用如此配置。由於993的體質不錯，所以保時捷才為它提供六速手排變速箱。充足的檔位讓993可以達到270km/h的極速，同時低速（相對低速）時檔位能順暢銜接。讓轉速保持在4500 rpm以上，維持有充沛的馬力。 Carrera / Carrera S / Cabriolet（敞篷車）與Targa車型（2WD）都由964傳承至今，名為的Tiptronic 4-speed automatic transmission的自排變速箱能選用。不過於1995年保時捷進一步推出Tiptronic S，能由方向盤旁的按鍵自由控制升降檔的自排變速箱系統。
993的全輪驅動（車有四輪，故全輪驅動在這，即四輪驅動）系統係由964發展而來的。

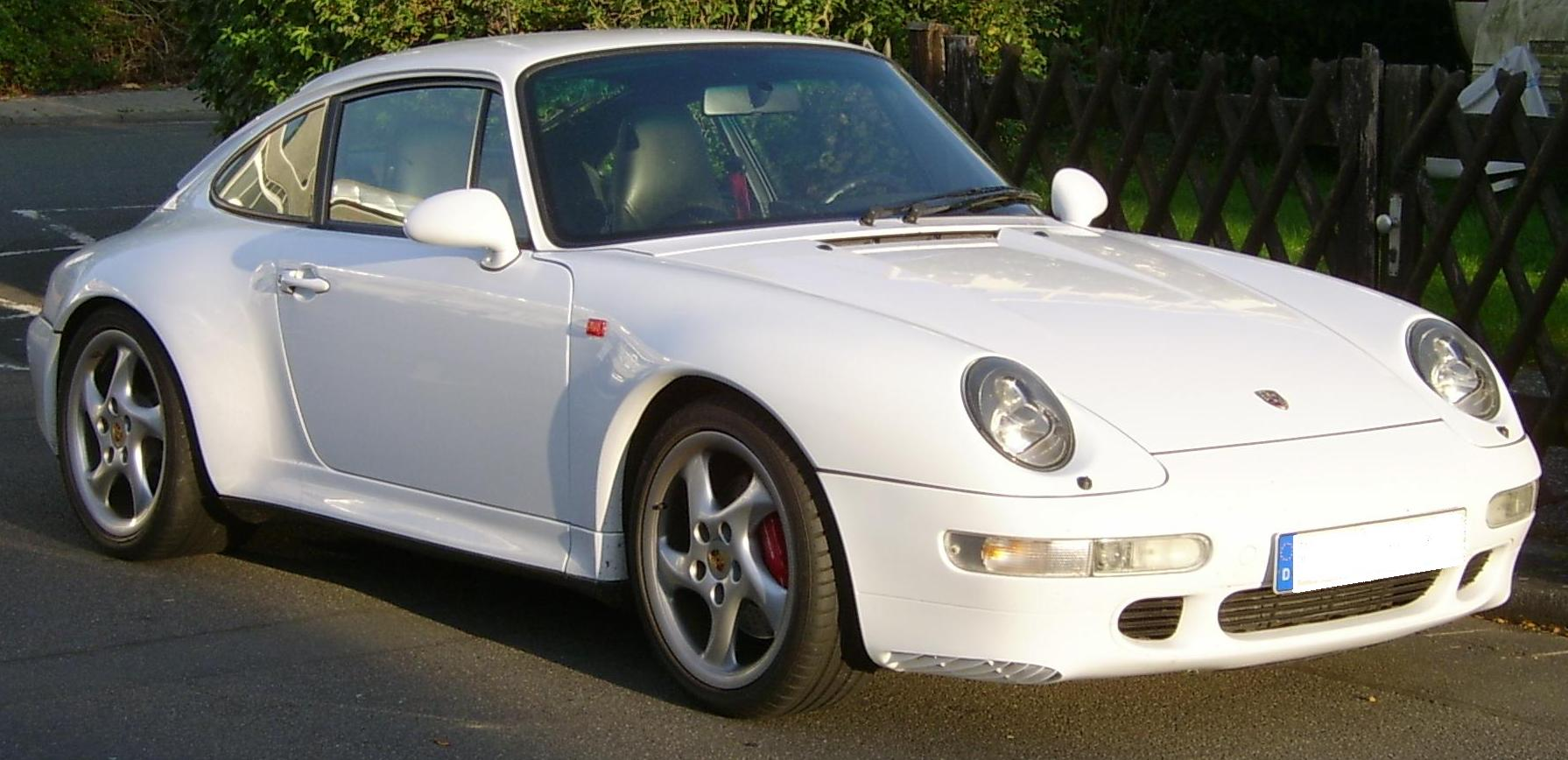
993全輪驅動
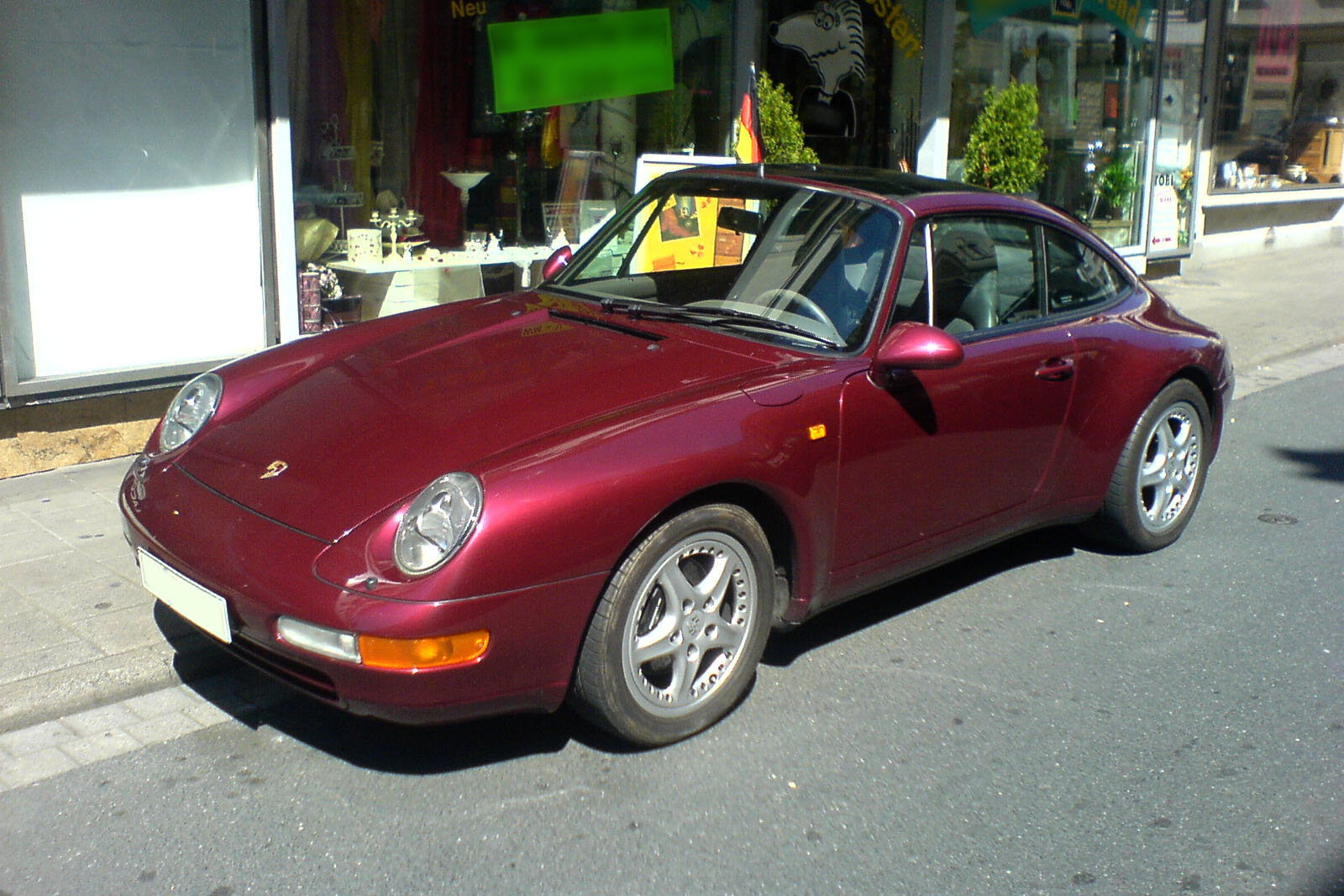
993Targa
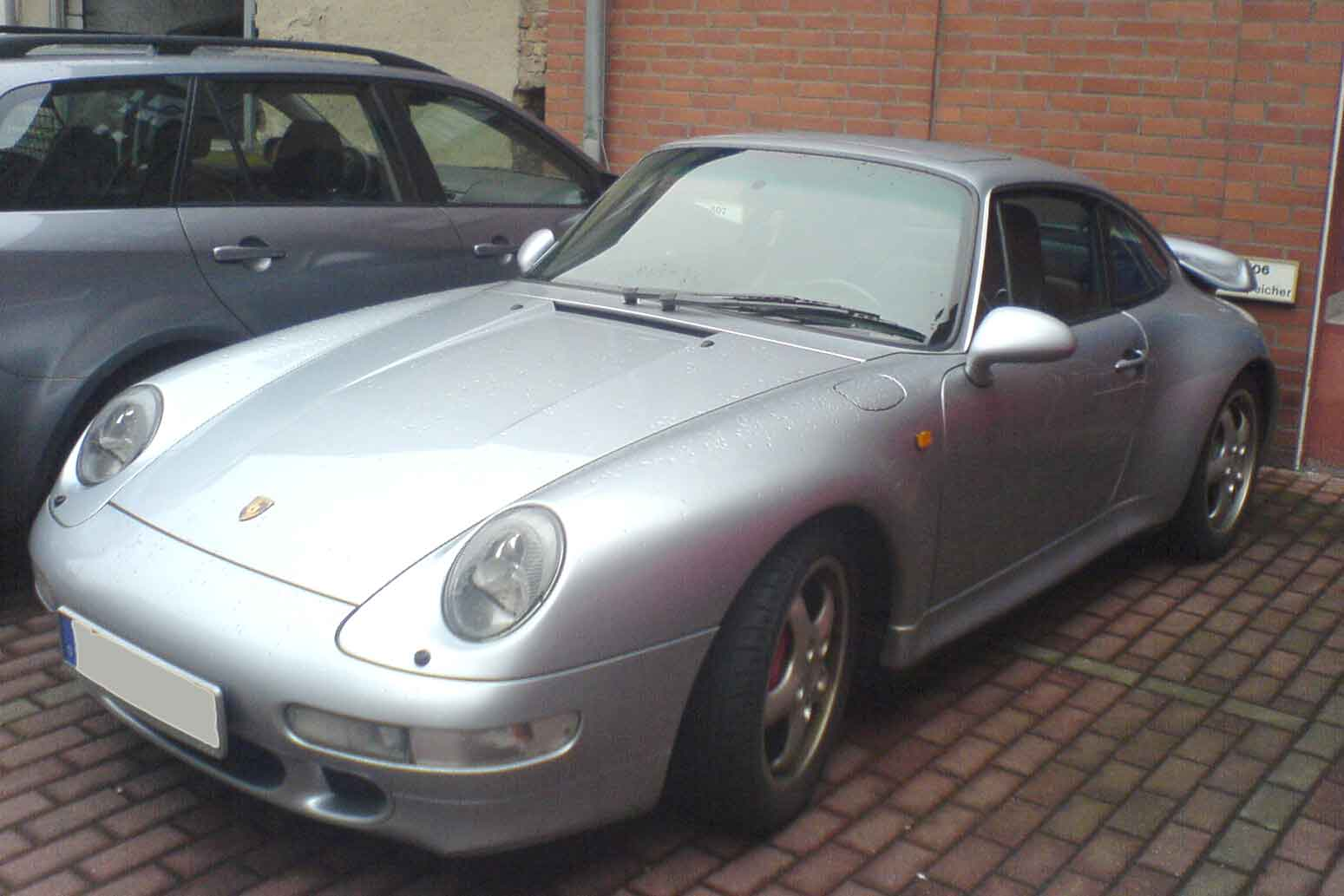
993 Turbo